# 우루과이령 남극

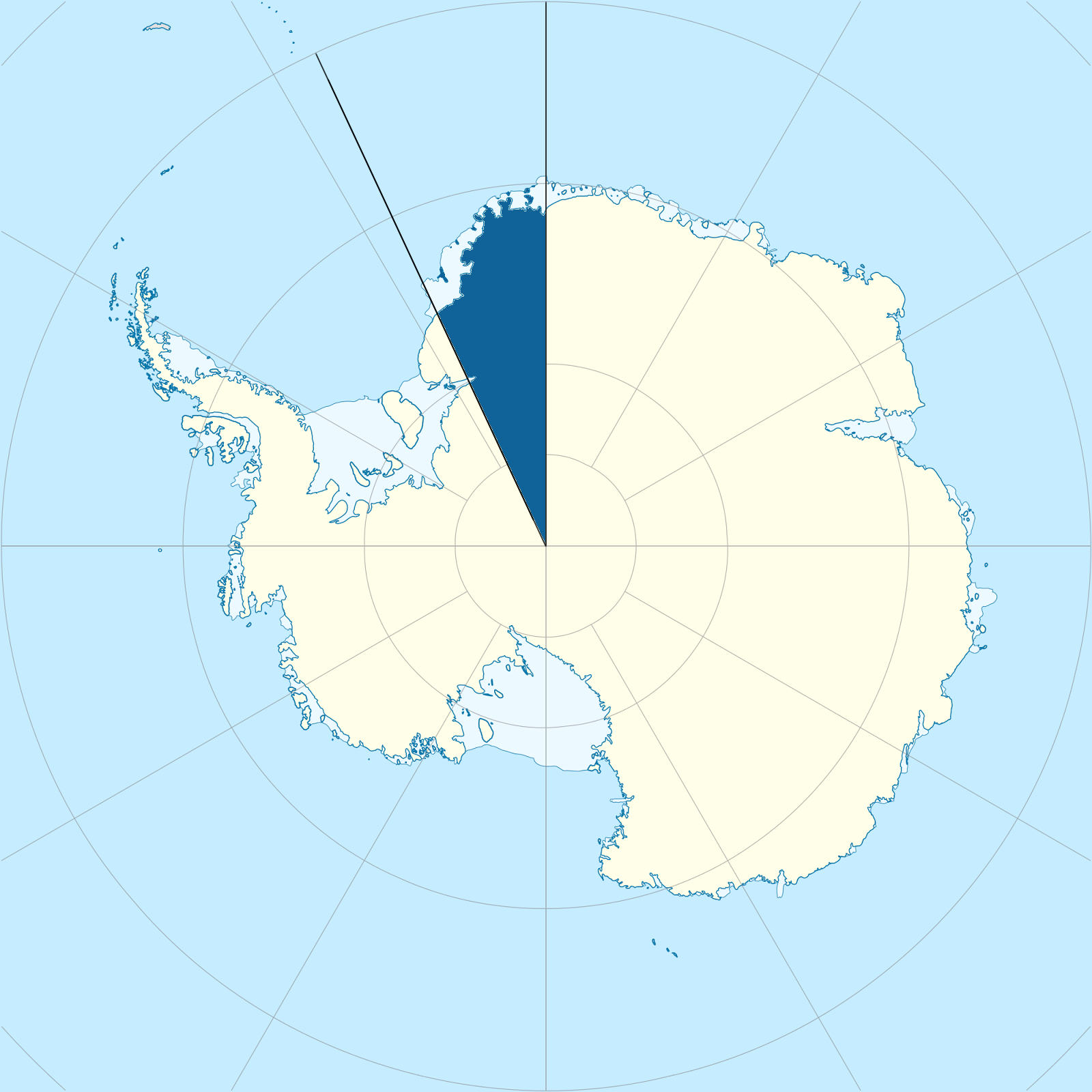
우루과이령 남극의 위치

우루과이령 남극의 기

우루과이령 남극의 문장

우루과이령 남극(스페인어: Antártida Uruguaya)은 우루과이가 제안한 남극 지역이다.

## 같이 보기
- 브라질령 남극